# Leonard Whiting
| Leonard Whiting                           | Leonard Whiting                                  |
| Kattints az alábbi külső linkek egyikére! | Kattints az alábbi külső linkek egyikére!        |
| ----------------------------------------- | ------------------------------------------------ |
| Nem található szabad kép.(?)              |                                                  |
| külső link · jogvédett                    | A Rómeó és Júliában, Olivia Hussey-vel (BBC.com) |

Leonard Whiting (London, 1950. június 30. –) Golden Globe-díjas angol színész és énekes. 
Franco Zeffirelli Rómeó és Júlia (1968) című filmje tette világhírűvé, amelyben Rómeó szerepét játszotta. Ígéretes karrier előtt állt, első nagy sikerét azonban nem tudta megismételni, s az 1970-es évek második felében eltűnt a filmvilágból.

## Pályafutása

### A kezdetek
Leonard Whiting angol–ír származású, de saját bevallása szerint némi cigány vér is csörgedezik az ereiben. Szülei: Arthur Leonard Whiting és Peggy Joyce O’Sullivan. Két húga is van, Linda és Anne. Leonard a Camden kerületi St. Richard of Chichester Schoolban tanult, amit nem kedvelt különösebben. Későbbi visszaemlékezései szerint a vallás és a történelem voltak a kedvenc tantárgyai, de utóbbiból többet tanult római tartózkodása idején, mint az iskolapadban. Néhány nappal a Rómeó és Júlia forgatásának kezdete előtt érettségizett. A színészi pályát azonban már 12 évesen elkezdte, tulajdonképpen Terry nevű nagybátyjának köszönhetően. A férfi civilben villanyszerelő volt, szabad idejében pedig gitározott. Noha unokaöccse szerint nem játszott túl jól, mégis arról álmodozott, hogy majd egyszer saját lemeze készül. Egy ízben arról értesült, hogy egy fontos lemezfelvétel előtt beteg lett a kiszemelt énekes. Terry bevitte Leonardot a producerhez, aki ugyan nem szerződtette a fiút, de azt tanácsolta neki, hogy képezze a hangját. A gyermek szerencséjére éppen a stúdióban tartózkodott egy tehetségkutató hölgy is, aki gyerekszereplőket keresett az Oliver! című musicalhez, mivel a korábbi szereplők kinőttek a szerepükből. A meghallgatást követően megkapta Artful Dodger szerepét, melyet kilenc hónapig játszott. Utána három hónap szünetet kellett tartania, mivel az angol törvények szigorúan korlátozzák a kiskorúak munkavállalását, majd a kényszerpihenő után bő négy hónapig újra a figura bőrébe bújt. Néhány parányi tévészerepet is kapott, amelyek közül a Disneyland (1966) című sorozat számára forgatott kétrészes film volt a legjelentősebb. A kezdeti sikereknek köszönhetően a National Theatre-nél is szerencsét próbált, ahol maga Laurence Olivier hallgatta meg egy szerepre. A fiatalember a Love Is the Sweetest Thing című dalt énekelte, Olivier azonban egy perc után félbeszakította, és közölte vele, hogy megfelelt. William Congreve Love for Love című komédiájára szólt a szerződése, Whiting két dalt (Love's But the frailty of the Mind; Cynthia Frowns) énekelt a darabban. A társulat Moszkvában és Berlin mindkét felében turnézott az előadással. Leonard a színház más repertoárdarabjaiban is kapott feladatokat, így játszott a Rosencrantz és Guildenstern halott, a Királyi vadászat a Napra és a Haláltánc című darabokban. Ezekben igyekezett minél több szakmai fogást ellesni híres kollégáitól.

### Rómeó és Júlia
Az operarendezéseivel ismertté vált Franco Zeffirelli A makrancos hölgy (1967) című filmjének kedvező fogadtatása után úgy döntött, hogy egy másik Shakespeare-darabot is megfilmesít. Választása a Rómeó és Júliára esett, részben azért, mert a diákmozgalmaknak köszönhetően akkoriban szinte minden divatos volt, amit kapcsolatba lehetett hozni a fiatalsággal. A rendező elsősorban a fiataloknak szánta a filmet, mivel az volt a véleménye, hogy a két címszereplő vagy éppen Tybalt, Benvolio és Mercutio éppen olyanok, mint bármelyik mai fiatal. Rómeó és Júlia szerepére több száz jelentkezőt hallgatott meg. Eleinte úgy tűnt, Paul McCartney lesz a befutó, a The Beatles együttes tagja azonban úgy gondolta, hogy képtelen lenne megbirkózni egy ilyen szereppel. Zeffirelli választása végül Leonard Whitingre esett, mert szerinte a fiatalembert arca és az egész lényére jellemző finom melankólia tökéletesen alkalmassá tette Rómeó eljátszására. Olivia Husseyt az első körben túl „gömbölyűnek” találta a rendező, de mivel a kiválasztott lány meggondolatlan módon levágatta a haját, Zeffirelli végül mégis neki ajánlotta fel Júlia szerepét. „Klasszikus szépség, elbűvölő szemekkel és egyfajta nyers erővel” – nyilatkozta a kamaszlányról. Mindazonáltal szigorú, tésztamentes diétát rendelt el a lánynak, ám minden keménység ellenére atyai módon bánt vele is és Leonarddal is. Mindkettőjüknek meg kellett tanulnia a 15. századi járásmódot és érintkezési formákat, Whitingnek pedig intenzív lovagló- és vívóleckéket is kellett vennie. Mivel mindketten kiskorúak voltak, ezért szüleik írták alá helyettük a szerződést. Zeffirelli természetesen előzetesen megkérdezte a fiataloktól, hogy hajlandók-e meztelenül mutatkozni a szerelmi jelenetben. Elsőre mindketten nemet mondtak, a rendező azonban meggyőzte őket, hogy szép és érzéki felvételek készülnek majd, mire a fiatalok beleegyeztek a meztelenségbe. A rendező előbb testszínű trikóban ígérte fényképezni őket, ám a forgatáskor már csak make-up festékkel fedette pőreségüket és azt mondta, enélkül elvágnák további karrierjüket. (Állítólag szerelem is szövődött kettőjük között, ám kapcsolatuk nem bizonyult tartósnak, barátságuk viszont megmaradt.) A nagy műgonddal és szakmai hozzáértéssel készült romantikus film világszerte hatalmas kritikai és közönségsiker volt. Noha előtte és utána is többször megfilmesítették a darabot, az új évezredben is Zeffirelli változata számít a legnépszerűbb adaptációnak. A díjesőből kijutott a két főszereplőnek is, akik megkapták a legígéretesebb új felfedezetteknek járó Golden Globe-díjat.

### A későbbi filmek
Whiting élvezte a Rómeó és Júlia nyújtotta népszerűséget, igen előrelátóan azonban úgy gondolta, nem szabad beérnie annyival, hogy ő az ügyeletes „álomfiú” a kamaszlányok fantáziáiban. Elhatározta, hogy komoly színésszé képezi magát. Az aranybirodalom bukása (1969) című történelmi dráma Peter Shaffer Királyi vadászat a Napra című drámája alapján készült, melynek londoni előadásain Whiting is szerepelt. A filmben Martin szerepét játszotta Robert Shaw, Christopher Plummer és Nigel Davenport partnereként. A látványos alkotás középpontjában az inkák birodalmának bukása állt. Bármennyire is szeretett volna Whiting szabadulni a Rómeó-féle romantikus lelkületű fiatalember skatulyájából, két filmje is lényegében ezt a típust variálta. A velencei Giacomo Casanova gyerekkora, hivatása és első élményei (1969) egy másik olasz mester, Luigi Comencini filmje. A rendező a legendás nőcsábász és kalandor Giacomo Casanova szerepét bízta a fiatal színészre. Whiting nem igazán tudott megbirkózni a feladattal, ami csak részben volt az ő hibája, ugyanis a forgatókönyv is meglehetősen egyoldalúan vázolta fel a főszereplő alakját. Annak idején a magyar mozik is bemutatták a Búcsúzz a tegnaptól (1971) című filmet. Abban a történetben Whiting szintén egy romantikus természetű ifjút játszott, aki egy nálánál idősebb, harmincas éveiben járó asszonyt (Jean Simmons) hódít meg kamaszos szertelenségével, ám a nő belátja, hogy a rokonszenves ifjú csupán egyszeri mámoros kalandot jelent, ezért az újabb találkára már el sem megy. Elsősorban szereposztása miatt érdekes a Frankenstein-sztori 1973-as tévéváltozata, amelyben dr. Viktor Frankensteint alakította olyan partnerek társaságában, mint James Mason, John Gielgud, Ralph Richardson, Tom Baker, Michael Sarrazin, Michael Wilding és Jane Seymour. A Rómeó és Júliát követően Whiting egyik filmje sem lett igazán nagy siker, s a színész az 1970-es évek közepére nemcsak az élvonalból, hanem a filmvilágból is eltűnt. Ezzel kapcsolatban sokféle magyarázat született. Voltak, akik szerint csak Rómeó szerepét tudta elég jól eljátszani, azt is inkább alkati adottságai, semmint kimagasló tehetsége miatt. Mások úgy gondolják, hogy nem jól válogatta meg a szerepeit, Zeffirellihez mérhető alkotók irányítása alatt látványosabb pályafutása lehetett volna. Whitingre mindenesetre a könnyűzene világából is felfigyeltek. Alan Parsons vendégénekesként hívta meg első szólóalbumához (Tales of Mystery and Imagination): Leonard a The Raven című dalban énekelt. Később a Rings on Their Fingers című tévésorozat egyik epizódjában (Party Mood) is hallható volt: a Just with You című dalt énekelte.

## Magánélet
Leonard Whiting kétszer nősült. 1971-ben vette feleségül Cathee Dahmen modellt, akitől Sarah nevű lánya született. A házasság 1977-ben válással végződött. 1995-ben Lynn Pressert vezette az oltár elé: a pár 2008 végén még együtt van. Leonard egyik alkalmi kapcsolatából született második lánya, Charlotte Westenra, aki felnőtt nőként színházi rendező lett. Az édesanya: Valerie Tobin.

## Ismertebb filmjei
- 1990 The Dream Stone (tévésorozat, csak hang)
- 1974 Rachel's Man
- 1973 Frankenstein: The True Story (tévéfilm)
- 1972 À la guerre comme à la guerre
- 1971 Búcsúzz a tegnaptól (Say Hello to Yesterday)
- 1969 Királyi harc a Napért (Az aranybirodalom bukása / A Napkirály)  (The Royal Hunt of the Sun)
- 1969 A velencei Giacomo Casanova gyerekkora, hivatása és első élményei (Infanzia, vocazione e prime esperienze di Giacomo Casanova, veneziano)
- 1968 Rómeó és Júlia (Romeo and Juliet)
- 1966 Disneyland (tévésorozat, a The Legend of Young Dick Turpin: Part 1 és The Legend of Young Dick Turpin: Part 2 című epizódokban)

## Golden Globe-díj
- 1969 díj Rómeó és Júlia (legígéretesebb új színész)

## Pere
2023. január 4-én szárnyra kelt a hír, hogy a 71 éves Olivia Hussey és filmbéli partnere, a 72 éves Leonard Whiting beperelte a kaliforniai bíróságon a Paramount Pictures filmstúdiót, mert Franco Zeffirelli rendező fiatalkorúakként ábrázolta őket meztelenül a Rómeó és Júlia című emlékezetes filmjében.